# One Life Stand
One Life Stand è il quarto album discografico in studio del gruppo musicale inglese Hot Chip, pubblicato nel 2010 dalla Parlophone.

## Il disco
L'album è stato registrato nel periodo 2008-2009 e prodotto dagli stessi Hot Chip. Al lavoro di mixaggio ha collaborato Dan Carey. Il primo singolo estratto è stato One Life Stand, pubblicato nel novembre 2009 in versione digitale e nel febbraio 2010 in versione fisica. Il secondo singolo pubblicato è invece I Feel Better, pubblicato nell'aprile 2010. Il video di questo secondo brano è stato diretto da Peter Serafinowicz e interpretato con Ross Lee.
L'album è stato pubblicato in due formati: CD nella versione standard (10 tracce) e "deluxe edition", con l'aggiunta di un DVD contenente un documentario e le registrazioni live di tre tracce eseguite a Brixton nel 2008.
Il disco ha raggiunto la posizione #11 nella Official Albums Chart ed è stato certificato disco d'argento nel Regno Unito.

## Tracce
1. Thieves in the Night – 6:09
2. Hand Me Down Your Love – 4:33
3. I Feel Better – 4:41
4. One Life Stand – 5:23
5. Brothers – 4:21
6. Slush – 6:29
7. Alley Cats – 5:21
8. We Have Love – 4:28
9. Keep Quiet – 4:02
10. Take It In – 4:10

## Formazione
- Alexis Taylor - voce, sintetizzatore, chitarra, percussioni, piano
- Joe Gaddard - voce, sintetizzatore, percussioni
- Owen Clarke - chitarra, basso
- Al Doyle - chitarra, sintetizzatore, percussioni, cori
- Felix Martin - drum machine